# Arma da taglio (film)
Arma da taglio (Prime Cut) è un film del 1972 diretto da Michael Ritchie e interpretato dalla coppia Lee Marvin/Gene Hackman. Il film segna l'esordio cinematografico di Sissy Spacek.

## Trama
Il truce Nick Devlin riceve da Jake, il boss della mafia e del racket di Chicago, l'incarico di riscuotere un pagamento scaduto di Mary Ann, proprietario di un mattatoio nel Kansas. Quando Devlin parte in viaggio verso ovest per recuperare i soldi di Jake, si scontra con il "re del bestiame" e i suoi scagnozzi, coinvolti in un complesso giro di droga e di sfruttamento della prostituzione.